# Archiheterodonta
Infra-classe
Les Archiheterodonta sont une infra-classe de mollusques bivalves.

## Systématique
L'infra-classe des Archiheterodonta a été créée en 2007 par Gonzalo Giribet (d) dans une publication rédigée par John D. Taylor (d), Suzanne T. Williams (d), Emily A. Glover (d) et Patricia Dyal (d).

## Liste des ordres
Selon World Register of Marine Species (24 décembre 2020) :
- ordre † Actinodontida Deschaseaux, 1952
- ordre Carditida Dall, 1889

## Publication originale
- (en) John D. Taylor, Suzanne T. Williams, Emily A. Glover et Patricia Dyal, « A molecular phylogeny of heterodont bivalves (Mollusca: Bivalvia: Heterodonta): new analyses of 18S and 28S rRNA genes », Zoologica Scripta, Wiley-Blackwell, vol. 36, no 6,‎ novembre 2007, p. 587-606 (ISSN 0300-3256 et 1463-6409, DOI 10.1111/J.1463-6409.2007.00299.X).